# Eusebio Cáceres
Eusebio Cáceres (ur. 10 września 1991 w Onil) – hiszpański lekkoatleta specjalizujący się w skoku w dal. Okazjonalnie biega także na dystansach sprinterskich.

## Osiągnięcia
| Rok  | Impreza                                 | Miejsce    | Konkurencja        | Lokata            | Wynik     |
| ---- | --------------------------------------- | ---------- | ------------------ | ----------------- | --------- |
| 2007 | Mistrzostwa świata juniorów młodszych   | Ostrawa    | ośmiobój           | 6. miejsce        | 6144 pkt. |
| 2008 | Mistrzostwa świata juniorów             | Bydgoszcz  | skok w dal         | 3. miejsce        | 7,59      |
| 2008 | Mistrzostwa świata juniorów             | Bydgoszcz  | sztafeta 4 × 100 m | –                 | DNF       |
| 2009 | Superliga drużynowych mistrzostw Europy | Leiria     | skok w dal         | 1. miejsce        | 8,00      |
| 2009 | Mistrzostwa Europy juniorów             | Nowy Sad   | bieg na 100 m      | półfinał          | 10,66     |
| 2009 | Mistrzostwa Europy juniorów             | Nowy Sad   | sztafeta 4 × 100 m | 6. miejsce        | 40,03     |
| 2009 | Mistrzostwa Europy juniorów             | Nowy Sad   | skok w dal         | 6. miejsce        | 7,64      |
| 2010 | Mistrzostwa świata juniorów             | Moncton    | sztafeta 4 × 100 m | eliminacje        | 40,82     |
| 2010 | Mistrzostwa świata juniorów             | Moncton    | skok w dal         | 2. miejsce        | 7,90      |
| 2010 | Mistrzostwa Europy                      | Barcelona  | skok w dal         | 8. miejsce        | 7,93      |
| 2011 | Halowe mistrzostwa Europy               | Paryż      | skok w dal         | el. – 11. miejsce | 7,83      |
| 2011 | Superliga drużynowych mistrzostw Europy | Sztokholm  | sztafeta 4 × 100 m | 8. miejsce        | 39,85     |
| 2011 | Młodzieżowe mistrzostwa Europy          | Ostrawa    | sztafeta 4 × 100 m | –                 | DNF       |
| 2011 | Młodzieżowe mistrzostwa Europy          | Ostrawa    | skok w dal         | 8. miejsce        | 7,64      |
| 2011 | Mistrzostwa świata                      | Daegu      | skok w dal         | el. – 18. miejsce | 7,91      |
| 2012 | Halowe mistrzostwa świata               | Stambuł    | skok w dal         | el. – 11. miejsce | 7,71      |
| 2012 | Mistrzostwa Europy                      | Helsinki   | skok w dal         | 5. miejsce        | 8,06      |
| 2012 | Igrzyska olimpijskie                    | Londyn     | skok w dal         | el. – 14. miejsce | 8,06      |
| 2013 | Młodzieżowe mistrzostwa Europy          | Tampere    | sztafeta 4 × 100 m | 3. miejsce        | 38,87     |
| 2013 | Młodzieżowe mistrzostwa Europy          | Tampere    | skok w dal         | 1. miejsce        | 8,37      |
| 2013 | Mistrzostwa świata                      | Moskwa     | skok w dal         | 4. miejsce        | 8,26      |
| 2014 | Superliga drużynowych mistrzostw Europy | Brunszwik  | skok w dal         | 3. miejsce        | 7,97      |
| 2014 | Mistrzostwa Europy                      | Zurych     | skok w dal         | 4. miejsce        | 8,11      |
| 2016 | Mistrzostwa Europy                      | Amsterdam  | skok w dal         | 12. miejsce       | NM        |
| 2017 | Halowe mistrzostwa Europy               | Belgrad    | skok w dal         | el. – 9. miejsce  | 7,72      |
| 2017 | Superliga drużynowych mistrzostw Europy | Lille      | skok w dal         | 2. miejsce        | 7,96      |
| 2017 | Mistrzostwa świata                      | Londyn     | skok w dal         | el. –             | NM        |
| 2018 | Halowe mistrzostwa świata               | Birmingham | skok w dal         | 8. miejsce        | 7,91      |
| 2019 | Halowe mistrzostwa Europy               | Glasgow    | skok w dal         | 4. miejsce        | 7,98      |
| 2019 | Superliga drużynowych mistrzostw Europy | Bydgoszcz  | skok w dal         | 2. miejsce        | 8,02      |
| 2019 | Mecz Europa – USA                       | Mińsk      | skok w dal         | 3. miejsce        | 8,17      |
| 2019 | Mistrzostwa świata                      | Doha       | skok w dal         | 7. miejsce        | 8,01      |
| 2021 | Superliga drużynowych mistrzostw Europy | Chorzów    | skok w dal         | 3. miejsce        | 7,75      |
| 2021 | Igrzyska olimpijskie                    | Tokio      | skok w dal         | 4. miejsce        | 8,18      |
| 2022 | Mistrzostwa świata                      | Eugene     | skok w dal         | 8. miejsce        | 7,93      |
| 2022 | Mistrzostwa Europy                      | Monachium  | skok w dal         | 4. miejsce        | 7,98      |
| 2024 | Mistrzostwa Europy                      | Rzym       | skok w dal         | 11. miejsce       | 7,54      |

## Rekordy życiowe
- Skok w dal (stadion) – 8,37 (2013); w 2010 ustanowił wynikiem 8,27 rekord Europy juniorów
- Skok w dal (hala) – 8,16 (2015)
- Siedmiobój lekkoatletyczny – 5984 pkt (2010) rekord świata juniorów[1]